# Миклеушены
Миклеушены (рум. Micleuşeni, Миклеушень) — село в Страшенском районе Молдавии. Является административным центром коммуны Миклеушены, включающей также село Хузун.

## География
Село расположено на высоте 152 метров над уровнем моря.

## Население
По данным переписи населения 2004 года, в селе Миклеушень проживает 2038 человек (990 мужчин, 1048 женщин).
Этнический состав села:
| Национальность | Число жителей | Процентный состав |
| -------------- | ------------- | ----------------- |
| молдаване      | 1981          | 97.2              |
| румыны         | 35            | 1.72              |
| украинцы       | 11            | 0.54              |
| русские        | 7             | 0.34              |
| прочие         | 4             | 0.2               |
| Всего          | 2038          | 100%              |